# Emil Boyson
Emil Boyson (sinh ngày 4 tháng 9 năm 1897 tại Bergen, từ trần ngày 2 tháng 6 năm 1979 ở Oslo) là thi sĩ, nhà văn và dịch giả người Na Uy.
Boyson bắt đầu viết văn xuôi từ năm 1927 với quyển "Sommertørst" (Khao khát mùa hè); tuy nhiên ông nổi tiếng nhiều như một thi sĩ theo phong cách hiện đại, với một ngôn ngữ khác xa ngôn ngữ thường ngày, nhưng giữ dạng thơ truyền thống. Ông thực sự bắt đầu viết văn từ năm 1920, dưới bút hiệu "Karl Snemo", khi xuất bản quyển "Åpning til regnbuen" (Mở ra tới Cầu vồng).

## Tác phẩm
- Åpning til regnbuen – thơ (1920)
- Sommertørst: En historie – riểu thuyết (1927)
- Skumring mellom søiler – thơ (1932)
- Varsler og møter – thơ (1934)
- Tegn og tydning – thơ (1935)
- Yngre herre på besøk: En fabel – tiểu thuyết (1936)
- Vandring mot havet: En prosa-diktning – tiểu thuyết (1937)
- Gjemt i mørket – thơ (1939)
- Sjelen og udyret – thơ (1946)
- Gjenkjennelse – thơ (1957)
- Utvalgte dikt – thơ tuyển chọn (1959)
- 70 dikt – thơ tuyển chọn (1974)
- Før sporene slettes: dagbok – thơ (1981) (do Kåre Tveter minh họa)

## Giải thưởng
- Gyldendals legat 1946
- Giải Dobloug 1956
- Kritikerprisen 1957
- Riksmålsforbundets litteraturpris 1959
- Gyldendals legat 1974